# Боднарский, Митрофан Степанович
Митрофа́н Степа́нович Бодна́рский (1870/1871, Люблинская губерния — 19 сентября 1953, Москва) — российский историк географии, физикогеограф и картограф. Специалист по истории географических открытий. Доктор географических наук. Профессор географического факультета МГУ (с 1925). Ученик Д. Н. Анучина.
Брат библиографа Б. С. Боднарского (1874—1968).

## Биография
Родился 24 декабря 1870 (5 января 1871) года в селе Сверщево Холмского уезда Люблинской губернии.
В 1893 году окончил духовную семинарию. Работал помощником бухгалтера и контролёром в банковской конторе в Варшаве.
В 1900 году выехал за границу, слушал лекции по естественным наукам в Парижском и Берлинском университетах. В 1906 году поступил на физико-математический факультет Московского университета, который окончил в 1910 году и был оставлен для подготовки к профессорскому званию. С 1912 года преподавал в Московском университете.
После Октябрьской революции, в 1918 году успешно сдал экзамены на магистра в Московском университете и получил право преподавания в вузах Советской России. Читал также курс географии в Военной академии имени М. В. Фрунзе, в вузах Москвы, Иванова, Воронежа и др.
С 1925 года — профессор географического факультета МГУ.
В 1935 году (по другим сведениям, в 1936) ему была присвоена учёная степень доктора географических наук.
После Великой Отечественной войны преподавал также в Воронежском университете и Могилёвском педагогическом институте.
Умер в Москве 19 сентября 1953 года. Похоронен на Ваганьковском кладбище (17 уч.).

## Награды
- орден Трудового Красного Знамени (30.12.1945)

## Вклад в науку
Научные работы посвящены истории географии. Одним из первых начал изучать географические труды М. В. Ломоносова, исследовал ряд древнерусских географических сочинений, атласов и карт.
Основные труды Боднарского освещают историю исследования Северного морского пути и историю русского землеведения.
Принимал участие в создании Большого советского атласа мира, составил «Словарь географических названий» (1954).